# TER Grand Est
TER Grand Est (auch als TER Fluo vermarktet) ist ein Verkehrsunternehmen in Frankreich und agiert als Teilnetz des nationalen Regionalverkehrsnetzes Transport express régional für die Region Grand Est. Es werden Eisenbahn- sowie ergänzende Buslinien betrieben. TER Grand Est entstand zum Fahrplanwechsel am 11. Dezember 2016 durch Zusammenlegung der bisher selbstständigen TER Alsace, TER Champagne-Ardenne und TER Lorraine.

## Geschichte
Am 1. Januar 2016 wurden die Regionen Alsace, Lorraine und Champagne-Ardenne zur neuen Region Grand Est zusammengelegt. Zum Fahrplanwechsel am 11. Dezember 2016 folgte dann die Zusammenlegung der TER-Netze, am 19. Dezember wurde der Betriebsvertrag zwischen der Region und der SNCF unterzeichnet. Zur Betriebsaufnahme verkehrten täglich insgesamt 1.616 Züge und 450 Busse im Netz des TER Grand Est. Ein neues, harmonisiertes Preissystem trat am 1. September 2017 in Kraft. Gemessen an der Zahl der Züge ist der TER Grand Est das zweitgrößte TER-Regionalnetz (nach den Transilien in der Hauptstadtregion Île-de-France).
Der Betrieb der Züge auf der Relation Mulhouse–Paris, zuvor Teil des Intercités-Netzes der SNCF, wurde am 1. Januar 2018 auf die Region Grand Est übertragen. Hier verkehrt nun mit 515 km Länge einer der längsten TER-Zugläufe Frankreichs. Am 22. Dezember 2018 wurde der Schienenverkehr auf den Strecken Épinal–Saint-Dié und Sarreguemines–Sarre-Union eingestellt und durch einen Busverkehr ersetzt. Seit dem 20. März gelten neue, höhere Fahrpreise, wenn die Fahrkarte erst im Zug gekauft wird. Die Maßnahme, von der SNCF als Mittel gegen Betrug begründet, stieß auf Kritik bei Bahnkundenverbänden.
Am 28. März 2019 billigte der Regionalrat eine teilweise Liberalisierung des Personennahverkehrs. Es sollen zwei Lose ausgeschrieben werden. Das erste Los soll die Sanierung und den Betrieb auf der 2016 stillgelegten Strecke Nancy–Contrexéville beinhalten. Im zweiten Los soll der Betrieb auf den Strecken Strasbourg–Molsheim–Sélestat, Strasbourg–Molsheim–St-Dié-des-Vosges, sowie auf einigen Buslinien ausgeschrieben werden. Die Betriebsaufnahme ist für 2022 geplant.
Seit dem Frühjahr 2019 verkehrt der TER Grand Est im Netz Fluo Grand Est, das verschiedene Verkehrsunternehmen unter einer Dachmarke vereint. Hier wird der Markenname TER Fluo genutzt.

## Strecken & Fahrzeuge
Die Fahrzeuge des TER Grand Est stammen größtenteils aus den aufgelösten TER-Netzen der Regionen Alsace, Lorraine und Champagne-Ardenne. Ausnahme sind die Coradia Liner-Einheiten, sowie einige Lokomotiven der Baureihe BB 26000, welche erst nach der Reform beschafft wurden.
Mit dem TER 200 sowie dem TER Vallée de la Marne betreibt TER Grand Est zwei TER-Linien mit eigenem Markenauftritt.

### TER Vallée de la Marne
Der TER Vallée de la Marne wurde am 10. Juni 2007 eingeführt. Nach Inbetriebnahme der Schnellfahrstrecke Est européenne entschied die SNCF, die Fernzüge von Paris nach Châlons-en-Champagne und der westlichen Lorraine einzustellen. Die Regionalräte der damaligen Regionen Picardie, Champagne-Ardenne und Lorraine beschlossen deshalb, die SNCF mit dem Betrieb einer TER-Linie zwischen Paris-Est, Châlons-en-Champagne und Saint-Dizier bzw. Bar-le-Duc zu beauftragen. Im Dezember 2018 wurden einige Fahrten über Bar-le-Duc hinaus bis Nancy und Strasbourg verlängert.
Die Züge wurden bis Dezember 2017 ausschließlich aus Lokomotiven der Baureihe BB 15000 und Corail-„Plus“-Wagen gebildet. Die Züge bieten Bereiche erster und zweiter Wagenklasse. Seit Ende 2017 werden die Wagenzüge sukzessive durch Triebwagen des Typs Coradia Liner (Baureihe B 85000) ersetzt. Allerdings reicht die Kapazität der neuen Triebwagen nicht aus, aus diesem Grund sollen auch die Corail-Wagen modernisiert werden. Außerdem wurden Lokomotiven der Baureihe BB 26000 als Ersatz für die 45 Jahre alten Fahrzeuge der Baureihe BB 15000 beschafft.